# Калогридис, Лаэта
Лаэта Элизабет Калогридис (англ. Laeta Elizabeth Kalogridis; род. 30 августа 1965) — американский сценарист и исполнительный продюсер. Она окончила Дэвидсонский колледж в Дэвидсоне, Северная Каролина, и Техасский университет в Остине. а также посещала престижную киношколу Калифорнийского университета в Лос-Анджелесе. Она написала сценарии к фильмам «Александр» (2004), «Ночной дозор» (2006, релиз в США), «Следопыт» (2007) и «Остров проклятых» (2010). Она также была исполнительным продюсером в телесериалах «Хищные птицы» и «Биобаба». В 2013 году Калогридис и её партнёр-сценарист Патрик Люссье подписали контракт, чтобы написать сценарий к фильму серии фильмов о «Терминаторе» для Paramount Pictures и Skydance Productions под названием «Терминатор: Генезис».

## Фильмография
| Год       | Название               | Англ. название                      | Указана как                                                      |
| --------- | ---------------------- | ----------------------------------- | ---------------------------------------------------------------- |
| 2002      | Хищные птицы           | Birds of Prey                       | Исполнительный продюсер, сценарист эпизодов «Slick» и «Premiere» |
| 2004      |                        |                                     |                                                                  |
| Александр | Alexander              | Сценарист                           |                                                                  |
| 2007      | Следопыт               | Pathfinder                          | Сценарист                                                        |
| 2007      | Биобаба                | Bionic Woman                        | Исполнительный продюсер, сценарист пилотного эпизода             |
| 2009      | Аватар                 | Avatar                              | Исполнительный продюсер                                          |
| 2010      | Остров проклятых       | Shutter Island                      | Сценарист, исполнительный продюсер                               |
| 2013      | Штурм Белого дома      | White House Down                    | Продюсер                                                         |
| 2015      | Терминатор: Генезис    | Terminator Genisys                  | Сосценарист, исполнительный продюсер                             |
| 2018      | Видоизменённый углерод | Altered Carbon                      | Шоураннер                                                        |
| 2018      | Тайна дома с часами    | The House with a Clock in Its Walls | Исполнительный продюсер                                          |
| 2019      | Алита: Боевой ангел    | Alita: Battle Angel                 | Сосценарист                                                      |

## Другие работы сценариста
Лаэта Калогридис написала сценарий о Жанне Д'Арк под названием «In Nomine Dei». Она продала сценарий Warner Bros. в апреле 1994 года, но фильм не был спродюсирован. Калогридис также была вовлечена в написание сценариев фильмов:
- Март 1995 г.: Сценарист раннего сценария к фильму «Люди Икс» (2000)[6]
- Конец 1999 г.: «Крик 3» (в титрах не указана)
- Сентябрь 2000 г.: Сценарий к фильму «Лара Крофт: Расхитительница гробниц» (2001)[7]
- Сентябрь 2003 г.: Переработка сценария фильма о супергероине Чудо-женщине для Warner Bros.[8]
- Январь 2005 г.: Ремейк «Одинокого рейнджера» для Columbia Pictures[9]
- Ноябрь 2005 г.: «Борджия», фильм компании ImageMovers о могущественной семье Рима XV века[10]
- Февраль 2006 г.: «Погружение», запланированный фильм Джеймса Кэмерона о фридайвере Франциско "Пипине" Феррарасе и о его жене Одри Местре[11]
- Январь 2007 г.: «Боевой Ангел», запланированный фильм Джеймса Кэмерона, основанный на манге «Battle Angel Alita»[12]
- Октябрь 2007 г.: Переработка сценария фильма о вампирах «Сторонники тьмы» для New Line Cinema[13]
- Адаптация японской манги «Призрак в доспехах» для DreamWorks[14]